# Iglun
Iglun ili sabljarka (lat. Xiphias gladius) je riba iz porodice Xiphiidae, u kojoj je ovo jedini predstavnik. Ovo je cijenjena riba za sportski ribolov, nastanjuje otvoreno more, gdje je jedan od najvećih grabežljivaca. Naraste do 455 cm duljine i do 650 kg mase. Karakterističan je po nastavku gornje čeljusti koji se formira u veliku sablju (po njoj je dobio drugi svoj naziv, sabljarka) i kratkoj leđnoj peraji. Sablju koristi za napad i za obranu, vrlo je brz i okretan, živi uglavnom na većim dubinama, od 200 – 800 m. Ima velike oči, vid mu je vrlo dobar, a na očnom mišiću ima posebno tkivo koje služi da spriječi gubitak topline iz mozga na većim dubinama. Tijelo mu je izduženo, s jakom repnom perajom, boja mu je crno-smeđa odozgo, a svjetlija s trbušne strane. Vrstan je predator, a hrani se pretežno ribom, iako jede i rakove i glavonošce. Mrijesti se u toplijim predjelima, najčešće u Sargaškom moru.

## Napomena
Ribolov na igluna je reguliran zakonom i dozvoljen je samo uz posebnu dnevnu dozvolu.

## Rasprostranjenost
Ova vrsta živi u svim oceanima, u umjerenim i toplijim predjelima, a ponekad zađe i u hladne vode. Može ga se pronaći i po cijelom Mediteranu, a genetska analiza je pokazala razlike između jedinki iz Mediterana i ostalih igluna, što je pokazatelj da se radi o dvije izdvojene populacije.

## Poveznice
|  | Zajednički poslužitelj ima još gradiva o temi Iglun |
|  | Wikivrste imaju podatke o taksonu Iglun             |